# ヴァルター・グマインドル
ヴァルター・グマインドル（Walter Gmeindl, 1890年12月31日ｰ1958年9月1日）は、オーストリアの作曲家、合唱指揮者、音楽教育者。Walther Gmeindlとも綴られる。

## 生涯
グマインドルはウィーン音楽院で、ピアノをJosa Hrdlicka-Löscherに、チェロをTheobald Kretschmannに、そして作曲をフランツ・シュレーカーに師事した。1915年から彼はコレペティトゥール、次いで合唱指揮を学び、ブルーノ・ワルターの率いるミュンヘン宮廷歌劇場で指揮者となった。1922年にシュレーカーが彼をベルリン高等音楽学校の講師に招き、そこで彼は1929年から教授としてオーケストラ学校の指導をした。彼は1945年までそこで教えた。彼の弟子には、セルジュ・チェリビダッケ、フェルディナント・ライトナー、ジークフリート・ゴスリッヒ、ヤン・クーツィール、エーリヒ・ロマノフスキー、カール・メスナー、エルンスト・ペッピング、そしてイェジー・フィテルベルクといった指揮者や作曲家のほかに、ミヒャエル・ヤリーやホルスト・ヴィンターといったジャズミュージシャンもいた。その後に彼はウィーン音楽院で音楽理論とスコア演奏を教えた。そのほかに彼は管弦楽曲とクラリネット協奏曲を作曲し 、シュレーカーのオペラ『烙印を押された人々』のピアノ伴奏版を作曲した。